# Alameda (Saskatchewan)
Pour les articles homonymes, voir Alameda.
Alameda est une ville de la Saskatchewan (Canada),,.

## Géographie
Située dans le sud-est de la province, Alameda est située à 50 km à l'est d'Estevan. Les principales villes situées à proximité sont Weyburn, Regina et Minot dans le Dakota du Nord. Alameda est située dans une région au sous-sol riche en eau, grain et pétrole.

## Histoire
Des traces de colonisation du territoire d'Alameda semblent remonter à 1885 avec l'établissement d'un bureau de poste. Alameda signifie popiculture ou peupleraie en espagnol, mais les origines du nom semblent plus faire référence à la ville d'Alameda en Californie sans qu'aucune trace documentaire n'existe sur cette origine.

## Démographie
| 2006 | 2011 | 2016 |
| ---- | ---- | ---- |
| 311  | 342  | 369  |

## Attraction
Alameda est connue pour être le site du barrage Alameda (en) dont le réservoir est devenu une zone récréotouristique. Le réservoir accueille annuellement en juin le Alameda Fishing Derby et est également le site du Moose Creek Regional Park.
La foire agricole Alameda Agricultural Society Fair, la Alameda Flower Show et un spectacle du club 4-H sont présentées annuellement dans la communauté.

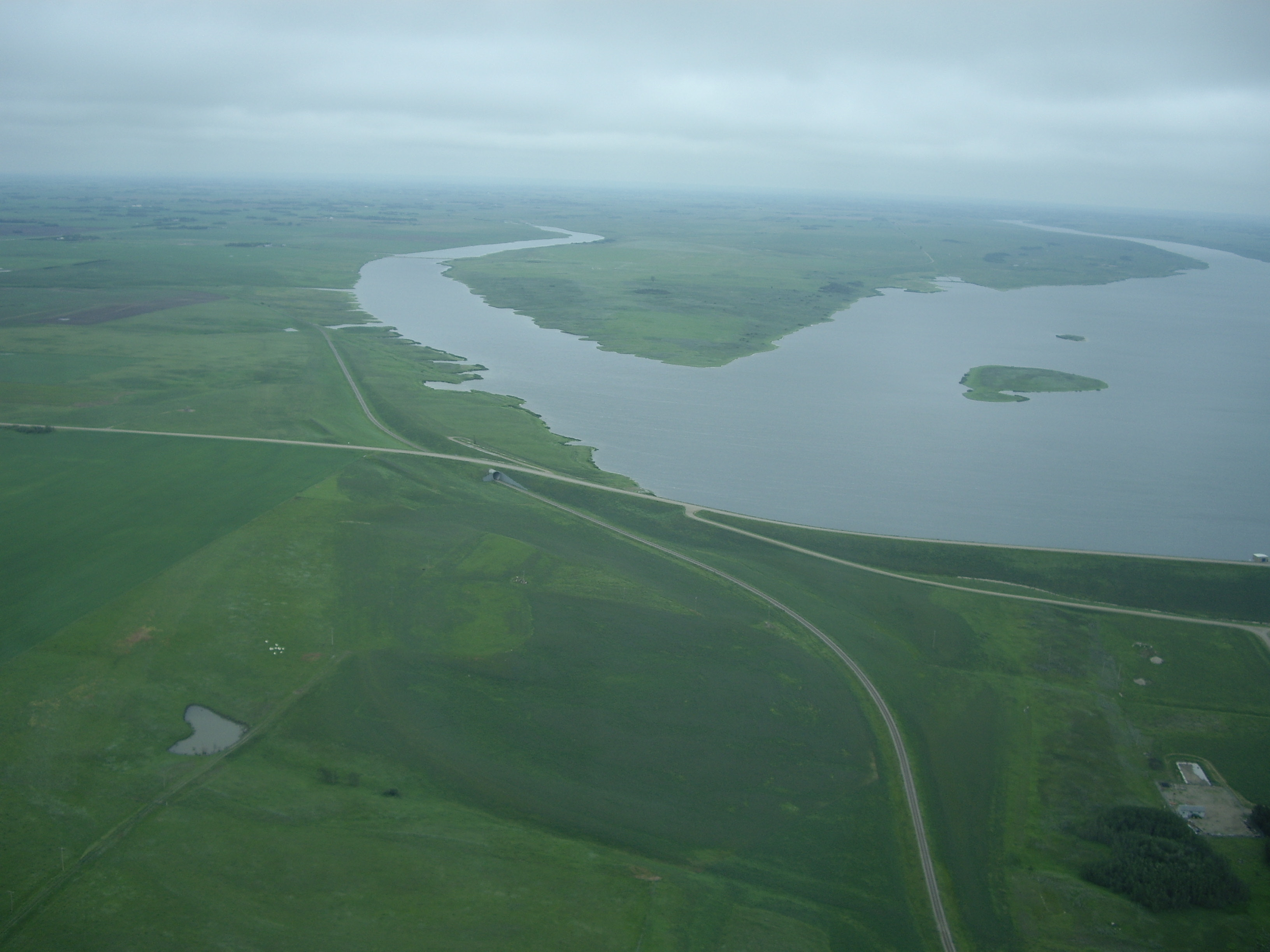
Réservoir du barrage d'Alameda
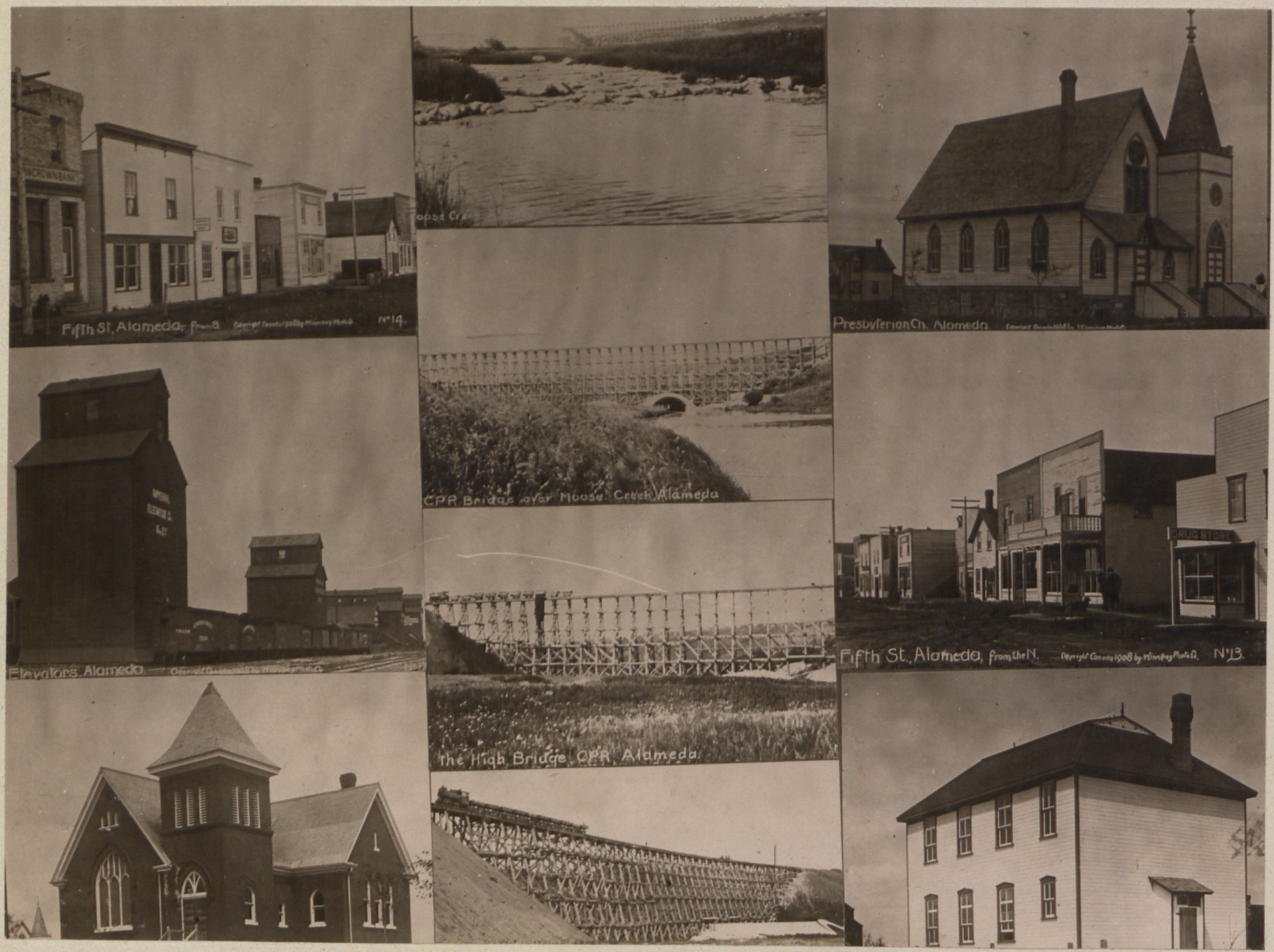
Photos d'Alameda en 1909

## Personnalités liées à Alameda
- George Ramsay Cook (1931-2016), historien et professeur à l'Université York
- John James Harrop (1910-1988), homme politique provincial
- Trent Whitfield (né en 1977), joueur et entraîneur de hockey sur glace